# Трифоновка (Херсонская область)
Трифоновка (укр. Трифонівка) — село в Великоалександровской поселковой общине Бериславского района Херсонской области Украины.
Почтовый индекс — 74150. Телефонный код — 5532. Код КОАТУУ — 6520984501.

## Население
Население по переписи 2001 года составляло 812 человек.

### Языковой состав
Родной язык населения по данным переписи 2001 года:
| Язык       | Численность, чел. | Доля     |
| ---------- | ----------------- | -------- |
| Украинский | 788               | 97,04 %  |
| Русский    | 13                | 1,60 %   |
| Другое     | 11                | 1,36 %   |
| Итого      | 812               | 100,00 % |

## Местный совет
74150, Херсонская обл., Великоалександровский р-н, с. Трифоновка, ул. Мира, 27